# Przedklinek
Przedklinek (łac. praecuneus) – struktura anatomiczna leżąca w obrębie mózgu.
Przedklinek znajduje się w kresomózgowiu, w obrębie półkul mózgu. Leży na przyśrodkowej powierzchni tych półkul. Zalicza się do płata ciemieniowego.
Struktura ta przybiera kształt nieregularnego czworokąta. Nieraz podzielona jest ona na dwie części. Dzieli je rowek odchodzący od leżącej u dołu przedklinka bruzdy ciemieniowo-potylicznej. Mówi się wtedy o części przedniej i tylnej przedklinka.
Z przodu przedklinek graniczy z bruzdą obręczy, a dokładniej z jej gałęzią brzeżną. Z tyłu przedklinek ogranicza bruzda ciemieniowo-potyliczna. Od dołu przedklinek oddzielony jest bruzdą podciemieniową.
Z badań przeprowadzonych przez japońskich naukowców pracujących na uniwersytecie w Kioto wynika, że jest odpowiedzialny za powstawanie uczucia szczęścia, a na podstawie rezultatów rezonansu magnetycznego mózgów m.in. osób deklarujących się jako szczęśliwe stwierdzono ponadto, iż charakteryzuje się on u nich posiadaniem większych rozmiarów przestrzennych niż u pozostałych ludzi.